# Свобода творчества
Свобода творчества — естественное право на свободный выбор своего творчества, темы, предметов для описания, применение любых изобразительных средств и художественных приёмов, которые автор считает подходящими для достижения избранной творческой цели. Рассматривается как одно из проявлений фундаментального принципа свободы слова, предполагающего право каждого на свободное высказывание своих мыслей.
Принцип свободы творчества предлагает исходить из того, что наличие любых табу на темы или изобразительные средства, с одной стороны, ограничивает возможности самовыражения автора, с другой — лишает общество подлинно художественных произведений. Поэтому, с точки зрения сторонников принципа свободы творчества, возможность творчества без ограничений более ценна, чем политические или моральные принципы, для соблюдения которых свободу творчества ограничивают.
Принцип свободы творчества находится в достаточно сложных и неоднозначных отношениях с общественной моралью, религией и государственной политикой, в частности, с принципом терпимости. Моральные и религиозные принципы включают запреты на определённые темы и средства выражения (запрет на употребление табуированной лексики, на оскорбления, запрет на обнажение тела, на описание сексуальных действий во многих религиях, собственно религиозные запреты, такие как запрет на изображение Мухаммеда в исламе и запрет на «оскорбительные для Бога» высказывания во множестве религий, и так далее). Некоторые темы не рекомендуются к освещению по политическим мотивам. Проблема всех мотивов для ограничения свободы творчества в том, что их обоснованность в каждом конкретном случае, как правило, очевидна только для сторонников, так что при возникновении конфликта «защитников моральных ценностей» с «борцами за свободу слова» найти компромисс удаётся крайне редко.
Показательным примером может служить история книги «Сатанинские стихи» Салмана Рушди. За эту книгу писатель был в 1989 году приговорён к смерти аятоллой Хомейни. Аятолла усмотрел в книге богохульные намёки на пророка Мухаммеда и его жён, после чего издал фетву (религиозное распоряжение, которое должен исполнять любой мусульманин), согласно которой Рушди должен быть убит. С того времени Рушди живёт под постоянной охраной британской секретной службы. Несмотря на то, что в практически любом контексте смертный приговор за литературное произведение воспринимается как нечто недопустимое, до сих пор можно встретить высказывания, одобряющие его, причём не только от мусульман.